# Internacionais de Aviação de Lisboa e do Porto
Os Internacionais de Aviação de Lisboa e do Porto foram dois eventos aeronáuticos realizados em Portugal, um no dia 4 de Novembro no Aeródromo da Amadora, em Lisboa, e outro no dia 7 de Novembro no Aeródromo de Senhora da Hora (improvisado), no Porto, em 1934. Estes eventos constituíram uma homenagem póstuma ao aviador português Plácido de Abreu que, em Maio de 1934, havia falecido no decorrer do Meeting International, em Vincennes, um evento que precedia o Campeonato Mundial de Acrobacia Aérea.